# 霜奶仙
霜奶仙是《寶可夢》系列的虛構生物之一，首次登場於《寶可夢 劍／盾》的伽勒爾地區。最早在2019年7月8日的遊戲宣傳中公开。

## 基本介绍
霜奶仙通体由鮮奶油构成，眼睛的颜色与身体颜色相同，头上分别有两个相同的装饰物。霜奶仙有着整整63种不同形态，由7种不同头饰和9种身体颜色排列组合。其身体颜色因小仙奶进化时的旋转时间、旋转方向及开始旋转的时间而互不相同。
霜奶仙在游戏中只有雌性。

## 设计理念
霜奶仙以传统的英国甜点、草莓和鮮奶油为原型。此外，从伽勒尔地区的造型来看，霜奶仙的原型也参考了一种伊顿混乱的英国甜点為藍本。

## 反响
《食客》網站和《时代》雜誌的记者也引起了人们对该系列描述的性含沙射影的关注。
2019年12月，推主“mori_no_kaeru”在推特发布了脑洞四格漫画，想像在吃霜奶仙蛋糕的时候被霜奶仙看到的样子。没过多久後，日本糕点师“ranran”在推特晒出了现实中、可以吃的“霜奶仙·圣诞蛋糕”，还原了漫画家繪画的脑洞漫画场景。Game Revolution的大卫·洛扎达（英語：David Lozada）認為霜奶仙是迄今为止最怪异的宝可梦之一。

## 外部連結
- （中文）宝可梦官网对霜奶仙的介绍 （页面存档备份，存于）
- （美式英语）宝可梦官网对霜奶仙的介绍 （页面存档备份，存于）
- （日語）霜奶仙的宝可梦图鉴 （页面存档备份，存于）
- （德文）Pokéwiki上关于霜奶仙的介绍